# Rönningsvik
Rönningsvik är en by på södra sidan om Ljungan väster om Stöde i Sundsvalls kommun, Västernorrlands län. Antalet invånare var 11 år 2007. I Rönningsvik ligger Stöde flygplats som används av Sundsvalls Segelflygklubb under sommaren för sina flygningar.